# Марков, Леонид Филиппович
Леонид Филиппович Марков (род. 5 марта 1938 Архангельск, РСФСР, СССР — 18 апреля Архангельск, Архангельская область, Россия ) — советский игрок в хоккей с мячом, легендарный нападающий хоккейного клуба «Водник». Мастер спорта СССР 1965.

## Клубная карьера
Леонид Филлипович Марков родился 5 марта 1938 года в Архангельске.
С 1952 начал заниматься в изначально детской а позднее юношеской команде архангельского Водника. В 1956 году выступал за Яхт-Клуб Архангельск. В 1957 выступал за Динамо (Архангельск) после чего принял решение вернуться во взрослую команду Водника.

### Водник
С 1957 года Леонид Марков стал выступать за Водник, при этом параллельно работая сменным капитаном в райуправлении Северного речного пароходства. Благодаря своей потрясающей технике и высочайшему мастерству дополняем бойцовскому характеру результаты команды пошли в рост. В 1961 году команда заняла серебро чемпионата РСФСР. В наиболее успешном для команды сезоне 1965, Леонид был назначен капитаном команды, что привело команду к рекордному 4 месту из 12 команд. По итогу сезона Леониду Маркову было присуждено звание Мастера спорта СССР. Уже в следующем году команда смогла нанести поражение московскому Динамо. За этот запоминающийся сезон для команды Леонид отыграл 19 матчей и отметился семью голами. В 1970 году 15 марта стал первым игроков в истории клуба который осуществил 100-й год в чемпионате страны. Со следующего года параллельно с выступлениями за клуб является одним из членов тренерского состава клуба и с этого же клуба перестает быть капитаном команды (не считая паузы в 1967 году). В 1974 году завершил клубную карьеру. Торжественные проводы легенды клуба состоялись 2 февраля 1975 года на матче Водника против ульяновской Волги.

## Дальнейшая жизнь
С 1975 по 1978 год являлся тренером детской команды Водника. Позднее стал администратором архангельского Спартака с 1981 по 1984 год.
Умер 18 апреля 1997 года в родном городе. Похоронен на Кузнечевском (Вологодском) кладбище.

## Семья
Младший брат Леонида Владимир, так же профессиональный хоккеист долгое время игравший одновременно с братом за Водник.

## Память
В честь него 25 июля 1997 года назван теплоход Северного речного пароходства "Леонид Марков".